# رزینیفراتوکسین
رزینیفراتوکسین (به انگلیسی: Resiniferatoxin) با فرمول شیمیایی C37H40O9 یک ترکیب شیمیایی با شناسه پاب‌کم 104826 است. که جرم مولی آن ۶۲۸٫۷۱ گرم بر مول می‌باشد. 